# John Robert Schrieffer

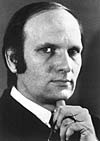
John Robert Schrieffer (Foto undatiert)

John Robert Schrieffer (* 31. Mai 1931 in Oak Park, Illinois; † 27. Juli 2019 in Tallahassee, Florida) war ein amerikanischer Physiker. Schrieffer erhielt 1972 zusammen mit Leon N. Cooper und John Bardeen den Nobelpreis für Physik „für ihre gemeinsam entwickelte Theorie des Supraleitungsphänomens, auch BCS-Theorie (Bardeen-Cooper-Schrieffer-Theorie) genannt“.

## Leben und Werk
Schrieffer wuchs ab 1947 in Eustis, Florida, auf, wo sein Vater in der Zitrusfrüchte-Industrie arbeitete (nachdem er vorher Pharma-Vertreter gewesen war). Ab 1949 studierte er zunächst Elektrotechnik (er war begeisterter Radiobastler) und dann Physik am MIT, wo er 1953 seinen Bachelor-Abschluss bei John C. Slater machte. Danach studierte er bei John Bardeen an der University of Illinois at Urbana-Champaign, wo er sich zunächst mit elektrischer Leitung auf Halbleiteroberflächen beschäftigte, aber dann in Forschungen von Bardeen mit Cooper über die Theorie der Supraleitung eingebunden wurde, was gleichzeitig seine Doktorarbeit wurde. Die entscheidende Idee zur mathematischen Behandlung von Cooper-Paaren von Elektronen in der später nach den drei Wissenschaftlern benannten BCS-Theorie der Supraleitung hatte er nach eigenen Angaben in der New Yorker U-Bahn. Nach der Promotion war er 1957/8 als Postdoc an der Universität Birmingham bei Rudolf Peierls und am Niels-Bohr-Institut in Kopenhagen. 1958 war er Assistant Professor an der University of Chicago und ab 1959 an der University of Illinois. 
Auf einem weiteren Kopenhagen-Besuch 1960 lernte er seine Ehefrau kennen (Heirat 1960). 1962 ging er an die University of Pennsylvania. 1972 erhielt er den Nobelpreis für Physik zusammen mit Cooper und Bardeen. 
1980 wurde er Professor an der University of California, Santa Barbara und damit auch Direktor des Kavli Instituts für Theoretische Physik der Universität. Er befasste sich weiter mit Supraleitung, ab den 1980er Jahren im Rahmen der neu entdeckten Hochtemperatursupraleitung. 1992 wurde er Professor an der Florida State University und Leiter des dortigen National High Magnetic Field Laboratory.
Im November 2005 wurde er wegen eines von ihm verursachten Autounfalls, bei dem eine Person starb und sieben weitere verletzt wurden, zu zwei Jahren Haft verurteilt. Nach eigenen Angaben war er am Steuer eingeschlafen, sein Führerschein war aber zum Zeitpunkt des Unfalls eingezogen.
Er war Ehrendoktor der TU München und der Universität Genf. 1970 wurde er in die American Academy of Arts and Sciences gewählt, 1971 zum Mitglied der National Academy of Sciences und 1975 der American Philosophical Society. Der Russischen Akademie der Wissenschaften gehörte er seit 1988 als auswärtiges Mitglied an. Außerdem war er Mitglied der Königlich Dänischen Akademie der Wissenschaften.

## Auszeichnungen
- 1968: Comstock-Preis für Physik
- 1972: Nobelpreis für Physik zusammen mit den Physikern John Bardeen und Leon Neil Cooper für ihre gemeinsam entwickelte Theorie des Supraleitungsphänomens, auch BCS-Theorie (Bardeen-Cooper-Schrieffer Theorie) genannt
- Ehrendoktorwürde der TU München
- Ehrendoktorwürde der Universität Genf

## Schriften
- Theory of Superconductivity. Benjamin 1964
- Bonesteel, Gorkov (Hrsg.): Selected Papers of Robert Schrieffer. World Scientific 2002